# Presa Universitară Clujeană
Presa Universitară Clujeană este o editură din România. Ea funcționează ca departament în cadrul Universității Babeș-Bolyai Cluj-Napoca.

## Prezentare generală
A fost fondată în anul 1993 și s-a impus ca o prezență activă în peisajul academic, prin calitatea și diversitatea cărților editate.
În cadrul colecțiilor sale, Presa Universitară Clujeană a editat și tipărit lucrări de specialitate din domeniile științelor umaniste, tehnice, cursuri și scrieri fundamentale în domeniile lingvisticii, filologiei, economiei, dreptului, filosofiei, contribuind la promovarea valorilor culturale și științifice din Transilvania. În perioada 1997–2006, Presa Universitară Clujeană a editat peste 1.200 de titluri de carte.
Zece cărți apărute la Presa Universitară Clujeană au fost premiate de către Academia Română, multe alte apariții primind premii din partea Universității „Babeș–Bolyai” sau la diverse saloane și târguri naționale de carte, la care editura a participat.
Editura este recunoscută de către C.N.C.S.I.S. și sprijină cadrele didactice care doresc să-și publice lucrările.

## Colecții
Presa Universitară Clujeană este un departament al Universității „Babeș-Bolyai”, având ca principale obiecte de activitate editarea de cărți și periodice, precum și realizarea unor lucrări specifice în diferite colecții:
1. Universitaria, cu  specific de cursuri universitare;
2. Ideologii, mentalități, imaginar, cu specific  istoriografic în domeniul ideologiilor și mentalităților, precum și de studiu  al imaginarului;
3. Philobiblon,  serie realizată în colaborare cu Biblioteca Centrală Universitară din Cluj-Napoca;
4. Bibliotheca Historica, serie realizată în colaborare cu  Biblioteca Centrală Universitară din Cluj-Napoca;
5. Bibliotheca Theologica, ce reunește în spirit ecumenic  lucrări de teologie ortodoxă și catolică, cu deschidere totală și spre  celelalte culte;
6. Bibliotheca Phylologica
7. Syllabus Historia, cu  specific de istorie antică, medievală și modernă, în colaborare cu Facultatea  de Istorie și Filosofie a Universității "Babeș-Bolyai";
8. Pro Memoria, serie sprijinită de facultățile  Universității "Babeș-Bolyai";
9. Economica,  în colaborare cu Facultățile de Științe Economice și Business;
10. Psihologia, în colaborare cu Facultatea de  Psihologie și Științele Educației;
11. Traductologie, traduceri finanțate din  proiecte de grant.

Presa Universitară Clujeană participă la toate edițiile Salonului Național de Carte desfășurate la Cluj-Napoca, la Salonul Național de Carte de la Alba Iulia, la târgurile anuale de carte Gaudeamus,la tradiționalele târguri de oferte universitare Universitaria, la alte manifestări care au loc la București, Sibiu, Iași, Timișoara, Oradea etc.
O confirmare a prestigiului editurii și a calității lucrărilor editate a constituit-o acreditarea și plasarea Editurii Presa Universitară Clujeană pe locul secund (după Editura Academiei Române) în clasamentul editurilor de carte științifică întocmit de Consiliul Național al Cercetării Științifice din Învățământul Superior, clasament întocmit în cursul anului 2001, editura păstrându-și și astăzi un important prestigiu.
Presa Universitară Clujeană nu are personalitate juridică proprie și își desfășoară activitatea în regim de autofinanțare.

## Obiective
Scopul principal al Presei Universitare Clujene este editarea cărții de știință și universitare, prin aceasta contribuind atât la viața științifică și culturală, cât și la creșterea prestigiului Universității Babeș–Bolyai.
Obiective urmărite:
- editarea, tipărirea și difuzarea cărții de știință și universitare în condiții de maxim profesionalism
- trecerea de la publicarea proiectelor de autor la realizarea proiectelor integrate complexe
- extinderea lanțului de librării UBB în marile centre universitare, unde Universitatea deține colegii și nu numai
- creșterea accesibilității lanțului de librării UBB prin poziționarea urbană centrală a acestora
- diversificarea modalităților de difuzare a cărților prin abordarea segmentului de vânzare on-line
- creșterea vizibiliății editurii prin participarea la târguri, saloane și expoziții de carte naționale și internaționale
- dezvoltarea de parteneriate cu edituri universitare similare, românești și străine